# Chusquea deflexa
Chusquea deflexa är en gräsart som beskrevs av Lynn G. Clark. Chusquea deflexa ingår i släktet Chusquea och familjen gräs.
Artens utbredningsområde är El Salvador. Inga underarter finns listade i Catalogue of Life.